# Symplocos ciliata
Symplocos ciliata là một loài thực vật có hoa trong họ Dung. Loài này được (Benth.) Benth. miêu tả khoa học đầu tiên năm 1841.